# Сикачев, Александр Юрьевич
Александр Юрьевич Сикачев (род. 20 апреля 1978) — российский хоккеист, нападающий.
Недолгую профессиональную карьеру провёл в сезонах 1992/93 — 1997/98, выступая в системе петербургского СКА. В основном играл за фарм-клуб «СКА-2». В сезонах 1995/96 — 1996/97 провёл 48 матчей (три гола и три передачи) в МХЛ. В дальнейшем играл в США за команду Восточной юниорской хоккейной лиги Valley Jr. Warriors (1998/99) и команду Колледжа Мерримак (1999/2000 — 2002/03).